# Galang
Galang (in indonesiano: Pulau Galang) è un'isola indonesiana appartenente al gruppo delle isole Riau, situate ad est di Sumatra, nell'arcipelago malese.
Galang si trova 350 m a sud di Rempang, ad est di Combol, a nord di Galang Baru e a sud-ovest di Bintan. Più a sud si trova Abang Besar, oltre ad altre isole. L'isola copre una superficie di 80 km². Il centro abitato più importante è Sinyantungo, sulla costa nord-occidentale.
Insieme alle isole vicine forma il cosiddetto gruppo insulare di Barelang (abbreviazione di Batam-Rempang-Galang). Il ponte Barelang, lungo 385 m e costruito nel 1997, collega Galang a Rempang. Un altro ponte, lungo 180 m, conduce alla vicina isola di Galang Baru a sud
Nel 1979 l'isola di Galang venne avvicinata da numerosi boat people: per soccorrerli vennero utilizzate navi di salvataggio come la Flora della Croce Rossa tedesca. Sull'isola furono costruiti insediamenti per accogliere gli oltre 15.000 rifugiati, principalmente boat people vietnamiti, ma anche rifugiati cinesi di Giava.